# Ippolito Pindemonte
Ippolito Pindemonte (13. listopadu 1753, Verona – 18. listopadu 1828, tamtéž) byl italský básník, prozaik, dramatik a překladatel, jehož díla jsou sice formou klasicistní, ale plná preromantické senzibility.

## Život
Pocházel z bohaté aristokratické rodiny. Vzdělání získal na Collegio dei Nobili di San Carlo v Modeně. V mládí také hodně cestoval, roku 1775 po Itálii a v letech 1788–1789 navštívil Londýn, Berlín, Vídeň a Paříž. Francouzskou revoluci zpočátku uvítal, ale její další vývoj sledoval se značnou skepsí.
Ovlivněn Foscolem, Alfierim a anglickými básníky Thomasem Grayem a Edwardem Youngem psal verše, prózy a dramata sice formou klasicistní, ale s preromantickou senzibilitou, projevující se sklonem k melancholii a k poklidnému prožívání samoty. Překládal z latiny, řečtiny, francouzštiny a angličtiny, významný je především jeho překlad Homérovy Odysseii, který vyšel roku 1822.

## Vybraná bibliografie
- Saggio di poesie campestri (1788, Venkovské básně).
- La Francia (1789, Francie), oslava počátku Francouzské revoluce.
- Saggio di proae campestri (1795, Venkovské prózy).
- Antonio Foscarini e Teresa Contarini (1797, Antonio Foscarini a Teresa Contarini), veršovaná novela.
- Arminio (1804, Arminius), tragédie.
- Epistole (1805, Epištoly).
- Sermoni poetici (1819, Poetická kázání).